# Dynastie Kamehameha
Dynastie Kamehameha (havajsky: Hale O Kamehameha, anglicky: House of Kamehameha) byla domorodá dynastie, která vládla Havajským ostrovům v letech 1810–1872 a byla první a nejdéle vládnoucí havajskou královskou dynastií.

## Vznik dynastie
Vznik dynastie Kamehameha lze datovat od roku 1795, kdy do čela rodiny usedl Kamehameha I. nazývaný Veliký. Dynastie Kamehameha byla jednou ze starších větví rodu Keoua. V roce 1810 Kamehameha I. založil Havajské království vojenským sjednocením všech ostrovních klanů a kmenů. Jako panovníka Havajského království ustanovil sám sebe.

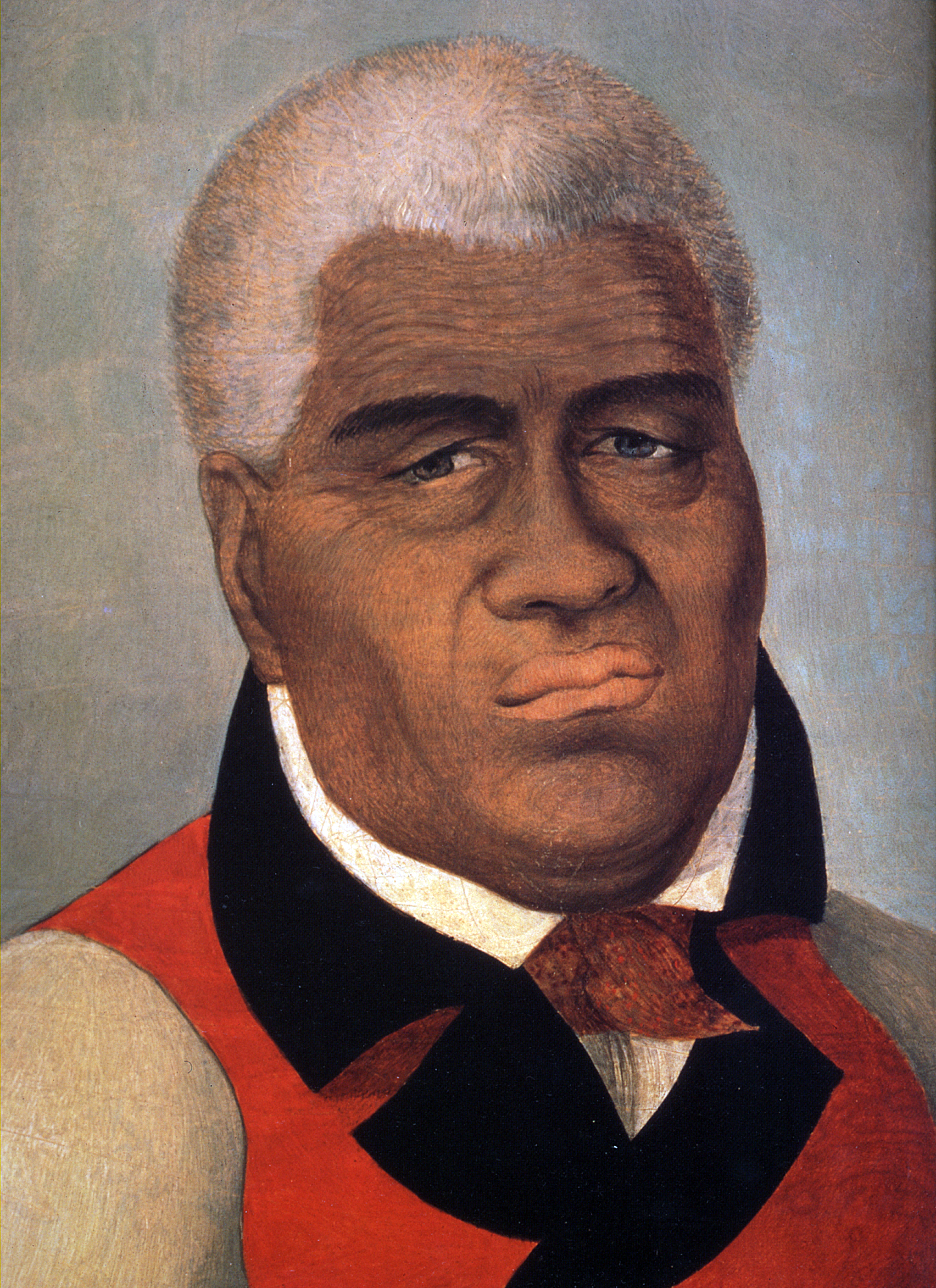
Zakladatel dynastie král Kamehameha I. Veliký

## Vymření rodu
Po králi sjednotiteli nastoupil jeho syn Kamehameha II., který však vládl pouze 5 let, kdy náhle zemřel při státní návštěvě Spojeného království na spalničky. Na trůn nastoupil jeho tehdy jedenáctiletý bratr Kamehameha III., který vládl necelých 30 let, tedy nejdéle ze všech havajských králů. Jelikož neměl mužského potomka, protože oba jeho synové zemřeli v dětství, nastoupil po něm na trůn jeho synovec jako Kamehameha IV. Ani on neměl potomky, a tak po jeho smrti se posledním králem z dynastie stal jeho bratr jako Kamehameha V. I ten zemřel bez legitimních potomků, a ani nejmenoval možného nástupce. Proto rozhodovala o budoucím králi podle ústavy vláda . Kandidáti na krále byli dva jediní mužští příbuzní zemřelého krále. Prvním byl králův bratranec William Lunalilo a druhým byl David Kalākaua.

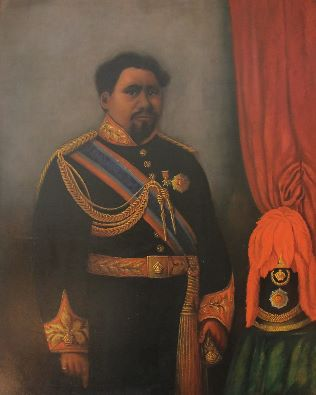
portrét krále Kamehamehy V.

Jelikož byl Kalākaua konzervativnější než Lunalilo, který byl spíše liberál a také více oblíbený, volba králem připadla na Lunalila. David Kalākaua tuto volbu přijal.
Král Lunalilo však nevládl dlouho. Po roce a 25 dnech vlády, zemřel na tuberkulózu, aniž by stejně jako Kamehameha V. zanechal dědice nebo určil nástupce. Havajským králem byl tedy zvolen právě Kalākaua, předtím neúspěšný kandidát. Když opět i on zemřel bez potomků, stala se královnou jeho sestra Liliuokalani, za jejíž vlády Havajské království obsadily USA.
Havajské království tak přečkalo od vymření dynastie Kamehameha pouze do roku 1893, tedy 21 let.

## Havajští králové z dynastie Kamehameha
- Kamehameha I. (1795–1819) – zvaný Veliký, zakladatel dynastie
- Kamehameha II. (1819–1824) – Liholiho,
- Kamehameha III. (1825–1854) – Kauikeaouli,
- Kamehameha IV. (1854–1863) – Alexander Liholiho,
- Kamehameha V. (1863–1872) – Lot Kapuʻiwa,

Většina havajských králů kromě krále Kamehamehy I. a krále Kamehamehy III. nevládla déle než 10 let.